# Ouray County
Ouray County je okres ve státě Colorado v USA. K roku 2010 zde žilo 4 436 obyvatel. Správním městem okresu je Ouray. Celková rozloha okresu činí 1 404 km².